# Rosalía
Rosalia Vila Tobella (sinh ngày 25 tháng 9 năm 1992),, thường được biết đến với nghệ danh Rosalía, là một nữ ca sĩ người Tây Ban Nha. Cô từng nhận được năm giải Grammy Latinh và một giải Grammy.
Từ nhỏ cô đã học về nhạc dân gian Tây Ban Nha, sau đó tốt nghiệp Học viên Âm nhạc Catalonia. Ca khúc đầu tiên giúp cô nổi tiếng toàn cầu là ca khúc nhạc reggaeton "Con Altura" (2019), hợp tác với J Balvin. Đĩa đơn bán được hơn 7 triệu bản, được các trang Billboard và Pitchfork đánh giá là một trong những ca khúc hay nhất năm và thắng một giải Latin Grammy ở hạng mục "Bài hát nhạc urban xuất sắc nhất". Nữ ca sĩ sau đó hợp tác với một số nghệ sĩ như Bad Bunny, Ozuna, Arca và Travis Scott. Năm 2022, cô ra mắt album phòng thu thứ ba mang tên Motomami. Album thành công về mặt thương mại với các đĩa đơn "La Fama" và "Saoko".

## Thời thơ ấu
Rosalía sinh năm 1992, năm 15 tuổi, cô từng tham gia chương trình ca nhạc của Tây Ban Nha là Tú Sí Que Vales nhưng không vượt qua vòng loại. Sau đó cô bắt đầu theo học nhạc từ năm 16 tuổi tại học viện Taller de Músics ở Barcelona, khóa học kéo dài 6 năm.
Năm 2017, cô ra mắt album phòng thu đầu tay Los Ángeles. Hai năm sau, vào năm 2019, cô thắng một giải VMA ở hạng mục Video Latin xuất sắc nhất cho ca khúc "Con Altura" (với J Balvin); album thứ hai El Mal Querer cũng thắng hai giải Grammy Latin ở hạng mục Album của năm và Album giọng pop xuất sắc nhất.

## Danh sách album
- Los Ángeles (2017)
- El Mal Querer (2018)
- Motomami (2022)